# Ana Beguš
Ana Beguš, slovenska jezikoslovka, * 1979, Šempeter pri Novi Gorici, SR Slovenija.

## Življenje in izobraževanje
Obiskovala je Osnovno šolo Simona Kosa v Podbrdu in kot Zoisova štipendistka nadaljevala svoje šolanje na Gimnaziji Vič. Odločila se je za študij na Oddelku za prevajalstvo Filozofske fakultete v Ljubljani, kjer je leta 2005 diplomirala pri mentorici Ireni Kovačič z delom Podnaslavljalske norme: kontrastivna funkcijska analiza izpustov in zgostitev v podnaslovih. Podiplomski študij je vpisala na Fakulteti za humanistične študije in leta 2012 zagovarjala svojo doktorsko delo na temo hiperbesedilnosti in Torontske šole komunikacije. Svojo raziskovalno pot je nadaljevala na področju jezikoslovja in besediloslovja na Fakulteti za humanistične študije, kjer predava predmete s področja prevodoslovja in jezikoslovja. Med letoma 2015 in 2019 je bila predstojnica Oddelka za uporabno jezikoslovje.

## Delo
Raziskovalno deluje na področju prevodoslovja, jezikoslovja in medijske teorije.
Dejavna je tudi kot prevajalka humanističnih in družboslovnih besedil. Med drugim je prevajala Emmo Goldman (Feministični eseji, skupaj s študentkami prevajanja na UP FHŠ), Marshalla McLuhana (Globalna vas) in Paula Virilia (Uprava za strah, skupaj z Aleksandro Melanšek).
Je članica Društva slovenskih književnih prevajalcev.
Celoten seznam njenih raziskovalnih in prevodnih objav je dostopen na Sicrisu.

### Projekt Poezija v prevodu
S Franciscom Tomsichem sta ustvarila projekt Poezija v prevodu, v okviru katerega prevajata sodobno poezijo v slovenščino. Projekt je v širšem pomenu namenjen tudi raziskovanju poezije, prevajanju in semiotike.
Njuna osnovna ideja je bila spodbujati dialog v procesu prevajanja ter refleksije o jezikovnih in semiotičnih vidikih prevajanja. Hkrati je poudarjen eksperimentalni vidik, ki izzove razmislek o naravi prevajanja in o problemih. V okviru projekta so bili doslej prevedeni: argentinski pesnik Gabriel Yeannoteguy; čilski pesnik Nicanor Parra; urugvajska pesnika Idea Vilarino in Clemente Padin; romunski pesnik Nichita Stanescu; hrvaški pesnik Danijel Dragojević in nekaj del turškega pesnika Nazima Hikmeta.

### Nekateri znanstveni članki
- Poustvaritev estetske dimenzije v Padinovih L3trizmih (skupaj s Franciscom Tomsichem, v monografiji (Za)govor ustvarjalnosti: sto let z Giannijem Rodarijem, 2022).
- Prevajanje ideoloskih referenc: primer Alana Forda (Primerjalna književnost, 2020)
- Tehnologija v prevajanju: od prevajalcev k prevajalnikom (Bela knjiga o prevajanju, 2019)
- Žanr v ideološkem remediiranju kulture (Primerjalna književnost, 2019)
- Mediji kot epistemološki vmesniki, Predstavitev McLuhanove teorije medija (Časopis za kritiko znanosti, 2015)
- Internetne avtorske prakse kot pojavi sekundarne ustnosti (Primerjalna književnost, 2014)